# Formazione della The Allman Brothers Band

## Formazione

### Ultima
- Gregg Allman (voce, tastiera)
- Warren Haynes (chitarra elettrica)
- Derek Trucks (chitarra elettrica)
- Oteil Burbridge (basso)
- Jaimoe Johanson (batteria)
- Mark Quinones (batteria)

### Formazione storica
- Gregg Allman (voce, tastiera)
- Duane Allman (chitarra)
- Dickey Betts (chitarra)
- Berry Oakley (basso)
- Butch Trucks (batteria)
- Jaimoe Johanson (batteria)

## Tutte le formazioni
I fondatori del gruppo sono indicati in grassetto. Gli album studio sono indicati in corsivo, gli album live sono indicati in grassetto.
| Anni            | Formazione | Album registrati (anno di uscita) |
| --------------- | --- | --- |
| (1969-1971)     | - Gregg Allman - organo, piano, chitarra, voce - Duane Allman - chitarra, chitarra slide - Dickey Betts - chitarra, chitarra slide, voce - Berry Oakley - basso, voce - Butch Trucks - batteria, timpano - Jai Johanny "Jaimoe" Johanson - batteria, percussioni | - The Allman Brothers Band (1969) - Idlewild South (1970) - At Fillmore East (1971) - Live at Ludlow Garage: 1970 (1991) - Fillmore East, February 1970 (1996) - Live at the Atlanta International Pop Festival: July 3 & 5, 1970 (2003) - S.U.N.Y. at Stonybrook: Stonybrook, NY 9/19/71 (2003) - Boston Common, 8/17/71 (2007) |
| (1971-1972)     | - Gregg Allman - organo, piano, chitarra, voce - Dickey Betts - chitarra, chitarra slide, voce - Berry Oakley - basso, voce - Butch Trucks - batteria, timpano - Jai Johanny "Jaimoe" Johanson - batteria, percussioni | - Eat a Peach (1972) - Macon City Auditorium: 2/11/72 (2004) |
| (1972)          | - Gregg Allman - organo, piano, chitarra, voce - Dickey Betts - chitarra, chitarra slide, voce - Berry Oakley - basso, voce - Butch Trucks - batteria, timpano - Jai Johanny "Jaimoe" Johanson - batteria, percussioni - Chuck Leavell - piano, sintetizzatore, voce da accompagnamento | |
| (1972-1976)     | - Gregg Allman - organo, piano, chitarra, voce - Dickey Betts - chitarra, chitarra slide, voce - Butch Trucks - batteria, timpano - Jai Johanny "Jaimoe" Johanson - batteria, percussioni - Chuck Leavell - piano, sintetizzatore, voce da accompagnamento - Lamar Williams - basso, voce | - Brothers and Sisters (1973) - Win, Lose or Draw (1975) - Wipe the Windows, Check the Oil, Dollar Gas (1976) - Nassau Coliseum, Uniondale, NY: 5/1/73 (2005) |
| (1978-1980)     | - Gregg Allman - organo, piano, chitarra, voce - Dickey Betts - chitarra, chitarra slide, voce - Butch Trucks - batteria, timpano - Jai Johanny "Jaimoe" Johanson - batteria, percussioni - Dan Toler - chitarra - David Goldflies - basso | - Enlightened Rogues (1979) |
| (1980-1982)     | - Gregg Allman - organo, piano, chitarra, voce - Dickey Betts - chitarra, chitarra slide, voce - Butch Trucks - batteria, timpano - Dan Toler - chitarra - David Goldflies - basso - David "Frankie" Toler - batteria - Mike Lawler - tastiere | - Reach for the Sky (1980) - Brothers of the Road (1981) |
| (1989-1990)     | - Gregg Allman - organo, piano, chitarra, voce - Dickey Betts - chitarra, chitarra slide, voce - Butch Trucks - batteria, timpano - Jai Johanny "Jaimoe" Johanson - batteria, percussioni - Warren Haynes - chitarra, chitarra slide, voce - Allen Woody - basso, voce da accompagnamento - Johnny Neel - tastiere, armonica | - Seven Turns (1990) |
| (1991-1997)     | - Gregg Allman - organo, piano, chitarra, voce - Dickey Betts - chitarra, chitarra slide, voce - Butch Trucks - batteria, timpano - Jai Johanny "Jaimoe" Johanson - batteria, percussioni - Warren Haynes - chitarra, chitarra slide, voce - Allen Woody - basso, voce da accompagnamento - Marc Quiñones - batteria, percussioni, voce da accompagnamento | - Shades of Two Worlds (1991) - An Evening with the Allman Brothers Band: First Set (1992) - Where It All Begins (1994) - An Evening with the Allman Brothers Band: 2nd Set (1995) |
| (1997-1999)     | - Gregg Allman - organo, piano, chitarra, voce - Dickey Betts - chitarra, chitarra slide, voce - Butch Trucks - batteria, timpano - Jai Johanny "Jaimoe" Johanson - batteria, percussioni - Marc Quiñones - batteria, percussioni, voce da accompagnamento - Oteil Burbridge - basso, voce - Jack Pearson - chitarra, voce | |
| (1999-2000)     | - Gregg Allman - organo, piano, chitarra, voce - Dickey Betts - chitarra, chitarra slide, voce - Butch Trucks - batteria, timpano - Jai Johanny "Jaimoe" Johanson - batteria, percussioni - Marc Quiñones - batteria, percussioni, voce da accompagnamento - Oteil Burbridge - basso, voce - Derek Trucks - chitarra, chitarra slide | - Peakin' at the Beacon (2000) |
| (2000)          | - Gregg Allman - organo, piano, chitarra, voce - Butch Trucks - batteria, timpano - Jai Johanny "Jaimoe" Johanson - batteria, percussioni - Marc Quiñones - batteria, percussioni, voce da accompagnamento - Oteil Burbridge - basso, voce - Derek Trucks - chitarra, chitarra slide - Jimmy Herring - chitarra | |
| (2001-2014)     | - Gregg Allman - organo, piano, chitarra, voce - Butch Trucks - batteria, timpano - Jai Johanny "Jaimoe" Johanson - batteria, percussioni - Warren Haynes - chitarra, chitarra slide, voce - Marc Quiñones - batteria, percussioni, voce da accompagnamento - Oteil Burbridge - basso, voce - Derek Trucks - chitarra, chitarra slide | - Hittin' the Note (2003) - One Way Out (2004) |
| Altri musicisti | - Thom Doucette - armonica e percussioni * - Rudolph "Juici" Carter - sassofono * - Bobby Caldwell - percussioni * - Elvin Bishop - voce * - Steve Miller - piano * - Les Dudek - chitarra e chitarra acustica ** - Johnny Sandlin - chitarra acustica e percussioni *** - Bill Stewart - percussioni *** - Joe Lala - percussioni **** - Jim Essery - armonica **** - Bonnie Bramlett - voce da accompagnamento **** Note: * = per l'album At Fillmore East ** = per l'album Brothers and Sisters *** = per l'album Win, Lose or Draw **** = per l'album Enlightened Rogues | |